# عملية الجوز
عملية الجوز (بالإنجليزية: The Nut Job)‏ هو فيلم مغامرة تم إنتاجه في كندا وكوريا الجنوبية وصدر في سنة 2014. الفيلم من إخراج بيتر لبنيوتس وكتابة بيتر لبنيوتس ولورن كاميرون.

## الممثلون والشخصيات
- برندان فريزر
- غابريال اغليسياس
- ليام نيسون
- كاثرين هيغل

## القصة
{{..ترصد الفيلم متاعب ومغامرات سنجابٍ مشاغبٍ وشقي، يُدعى سورلي (ويل أرنيت) وصديقه الفأر بادي (إريك بوذا) ،حيث يخططان لعميلة سرقةٍ كبيرة على مخزنٍ للجوز. فسورلي تم عقابه ونفيه من الحديقة وأُجبر على العيش في المدينة الصاخبة ،لكن لحسن حظ سورلي يعثر في مخزن الجوز على السبيل الوحيد لإنقاذ نفسه وبيئته. يجد كلٌ من سورلي وبادي أنفسهما في حفنة من التعقيدات والمشاكل المستمرة دون أن يخططا لذلك.}}

## الميزانية والإيرادات
بلغت تكلفة إنتاج الفيلم حوالي 42.8 مليون دولار بينما حقق أرباحا تقدر بـ 20,550,000 دولار.
الإنتاج
في 17 يناير 2011، أعلن أن لورن كاميرون سيتم كتابة السيناريو للفيلم مع بيتر وفي 15 نوفمبر 2012، أعلن أن كاثرين هيغل، وويل ارنيت وبريندان فريزر انضم المدلى بها من الفيلم. في 1 مارس 2013، أعلن أن ليام نيسون انضم المدلى بها من الفيلم. في 19 ديسمبر 2013، أعلن أن الفنان الكوري الجنوبي، PSY شأنه أن يجعل مظهر حجاب على النحو نفسه أثناء إنهاء الاعتمادات الفيلم الذي من شأنه أيضا ميزة له أغنية «جانج نام ستايل».

## روابط خارجية
- عملية الجوز على موقع IMDb (الإنجليزية)
- عملية الجوز على موقع ميتاكريتيك (الإنجليزية)
- عملية الجوز على موقع روتن توميتوز (الإنجليزية)
- عملية الجوز على موقع نتفليكس (الإنجليزية)
- عملية الجوز على موقع ألو سيني (الفرنسية)
- عملية الجوز على موقع Turner Classic Movies (الإنجليزية)
- عملية الجوز على موقع أول موفي (الإنجليزية)
- عملية الجوز على موقع بوكس أوفيس موجو (الإنجليزية)
- عملية الجوز على موقع فيلمافينيتي (الإسبانية)
- عملية الجوز على موقع قاعدة بيانات الأفلام السويدية (السويدية)